# Театры оперетты и музыкальной комедии в России
Театры оперетты и музыкальной комедии в России — список музыкальных театров России, в названии или в репертуаре которых есть такие жанры как оперетта и музыкальная комедия (мюзикл).
| Изображение | Театр                                                                                              | Осн. | Тип | Город           |
| ----------- | -------------------------------------------------------------------------------------------------- | ---- | --- | --------------- |
|             | Алтайский государственный театр музыкальной комедии                                                | 1959 | МК  | Барнаул         |
|             | Башкирский государственный театр оперы и балета                                                    | 1938 | ОБ  | Уфа             |
|             | Бурятский государственный академический театр оперы и балета                                       | 1939 | ОБ  | Улан-Удэ        |
|             | Волгоградский музыкальный театр                                                                    | 1932 | МТ  | Волгоград       |
|             | Государственный академический театр «Московская оперетта»                                          | 1927 | ТО  | Москва          |
|             | Государственный музыкальный театр имени И. М. Яушева                                               | 1935 | МТ  | Саранск         |
|             | Ивановский областной музыкальный театр                                                             | 1934 | МТ  | Иваново         |
|             | Иркутский областной музыкальный театр имени Н. М. Загурского                                       | 1941 | МТ  | Иркутск         |
|             | Красноярский музыкальный театр                                                                     | 1959 | МТ  | Красноярск      |
|             | Марийский государственный театр оперы и балета имени Эрика Сапаева                                 | 1968 | ОБ  | Йошкар-Ола      |
|             | Московский академический музыкальный театр имени К. С. Станиславского и Вл. И. Немировича-Данченко | 1941 | МТ  | Москва          |
|             | Московский государственный музыкальный театр под руководством Геннадия Чихачёва                    | 1987 | МТ  | Москва          |
|             | Музыкальный театр Республики Карелия                                                               | 1955 | МТ  | Петрозаводск    |
|             | Национальный музыкально-драматический театр Республики Коми                                        | 1992 | МТ  | Сыктывкар       |
|             | Новая Опера                                                                                        | 1991 | МТ  | Москва          |
|             | Новосибирский театр музыкальной комедии                                                            | 1959 | МК  | Новосибирск     |
|             | Санкт-Петербургский театр музыкальной комедии                                                      | 1929 | МК  | Санкт-Петербург |
|             | Саратовский областной театр оперетты                                                               | 1968 | ТО  | Энгельс         |
|             | Свердловский государственный академический театр музыкальной комедии                               | 1933 | МК  | Екатеринбург    |
|             | Ставропольский государственный краевой театр оперетты                                              | 1939 | ТО  | Пятигорск       |
|             | Театр Оперетты                                                                                     | 1958 | ТО  | Железногорск    |
|             | Хабаровский краевой музыкальный театр                                                              | 1926 | МТ  | Хабаровск       |

Используемые в списке сокращения:
- ТО — театр оперетты
- МК — театр музыкальной комедии
- МТ — музыкальный театр
- ОБ — театр оперы и балета

## Народные театры
- Ейский народный театр оперетты
- Народный театр оперетты КДЦ «Сатурн», город Раменское
- Народный театр «Оперетта на „Калитниках“» Дома Культуры «Стимул», город Москва
- Народный театр оперетты ДК Молодежи, город Владимир